# Eclissi solare del 1º agosto 1943
L'eclissi solare del 1º agosto 1943 è un evento astronomico che ha avuto luogo il suddetto giorno attorno alle ore 4.16 UTC. 
L'eclissi, di tipo anulare, è stata visibile in alcune parti dell'Africa (Madagascar), dell'Antartide, dell'Asia (India e Oceano Indiano) e dell'Oceania (Australia).
L'eclissi è durata 6 minuti e 59 secondi.

## Eclissi correlate

### Eclissi 1942 -1946
Questa eclissi è un membro di una serie semestrale. Un'eclissi in una serie semestrale di eclissi solari si ripete approssimativamente ogni 177 giorni e 4 ore (un semestre) a nodi alternati dell'orbita della Luna.

### Ciclo di Saros 125
Questa eclissi appartiene al ciclo di Saros 125, che si ripete ogni 18 anni e 11 giorni circa e contiene 73 eventi. La serie è iniziata con un'eclissi solare parziale il 4 febbraio 1060. Comprende eclissi totali dal 13 giugno 1276 al 16 luglio 1330; eclissi ibride il 26 luglio 1348 e 7 agosto 1366 ed eclissi anulari dal 17 agosto 1384 al 22 agosto 1979. La serie termina al membro 73 con un'eclissi parziale il 9 aprile 2358. L'eclissi totale più lunga si è verificata il 25 giugno 1294, durata 1 minuto e 11 secondi; l'eclissi anulare più lunga si è verificata il 10 luglio 1907, durata 7 minuti e 23 secondi.